# Volkert Overlander
Ritter Volkert Overlander (* 7. Oktober 1570 in Amsterdam; † 18. Oktober 1630) war ein Amsterdamer Bürgermeister aus dem Goldenen Zeitalter der Niederlande.

## Biografie

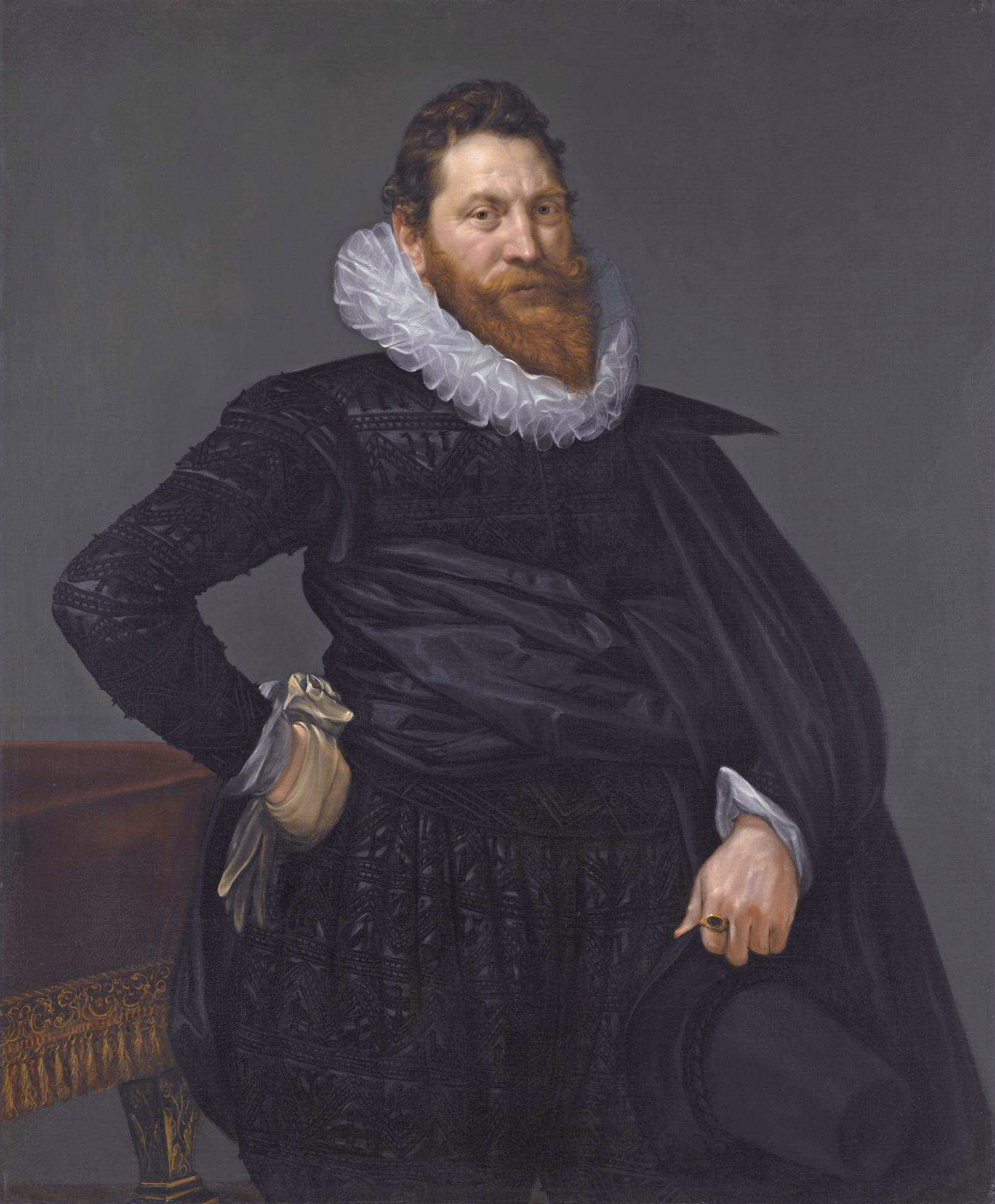
Porträt des Volkert Overlander durch Cornelis van der Voort

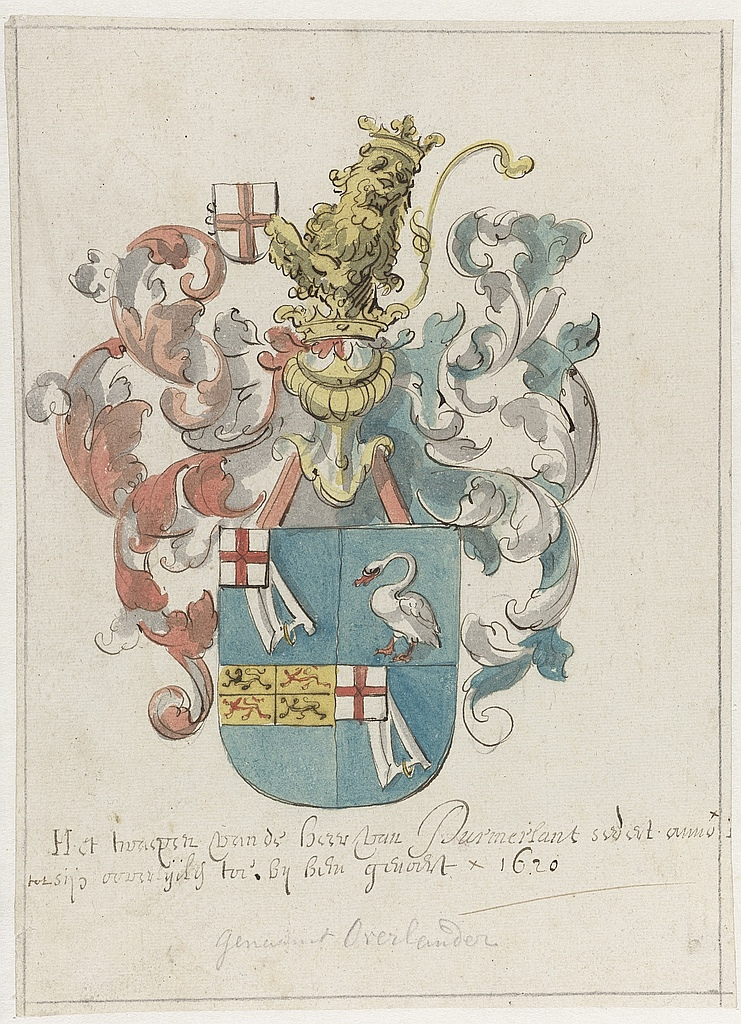
Wappen des Volkert Overlander

Volkert entstammte der Familie Overlander und war der Sohn von Nicolaes Overlander († 1607) und Catharina Sijs [auch Chijs] (1536–1617). Sein Vater war Getreidehändler in der Amsterdamer Warmoesstraat, und 1580 Kapitän der Bürgerwehr. Overlander studierte Recht an der Universität Leiden, und promovierte 1599 in Basel. Im selben Jahr heiratete Volkert Overlander mit Geertruyd Jansdochter Hooft (1578–1636); seine Schwester Gertruid Overlander (1577–1653) heiratete deren Bruder und Volkerts Schwager Pieter Jansz Hooft. Von Overlanders zehn Kindern sind zu erwähnen:
- Claes (Nicolaes) Overlander, verstarb 1627 unverheiratet; das Erbe erging somit an seine Schwester Maria über[5]
- Maria Overlander van Purmerland (1603–1678)[6] wurde die Frau von Frans Banning Cocq und trat das väterliche Erbe in Purmerland und Ilpendam an[7]
- Geertruid Overlander (1609–1634) die erste Ehefrau von Cornelis de Graeff[8]

Volkert Overlander war als Kaufmann und Reeder tätig. Er bewohnte das Stadtpalais De Dolphijn in der Amsterdamer Singel, welches er 1609 von Hendrick Laurensz Spiegel um 14.000 Gulden kaufte. Ab dem Jahre 1605 saß er in der Stadtregierung von Amsterdam, und von 1614 bis 1621 in der Admiralität der Stadt, der größten und mächtigsten der fünf holländischen Admiralitäten. In den Jahren 1621 und 1628 war Overlander regierender Bürgermeister seiner Heimatstadt und konnte dadurch den remonstrantisch Gesinnten zu mehr Anerkennung verhelfen. Ebenfalls trat Overlander als reicher Schiffsreeder auf und wurde im Jahre 1620 auf Vermittlung seines Schwagers Pieter Jansz Hooft vom englischen König Jakob I. in den erblichen Ritterstand erhoben.
Im Jahre 1618 erwarb Overlander aus der Graf Egmondschen Konkursmasse die Hohe Herrlichkeit von Purmerland und Ilpendam von den Staaten von Holland. Auf einer noch aus dem Krieg mit Spanien stammenden Schanze erbaute er sich 1622 Ilpenstein, das neue Schloss der Herrlichkeit. Ebenfalls wurde Overlander der erste Deichgraf der Purmer.
Kurz vor seinem Ableben wurde Volkert Overlander 1629 zum Ratsherrn der Staaten von Holland mit Sitz in Den Haag bestellt.

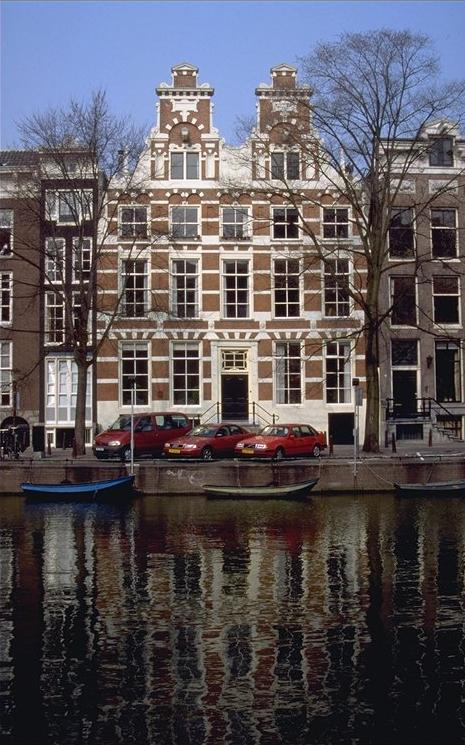
Overlanders Amsterdamer Stadtpalais De Dolphijn
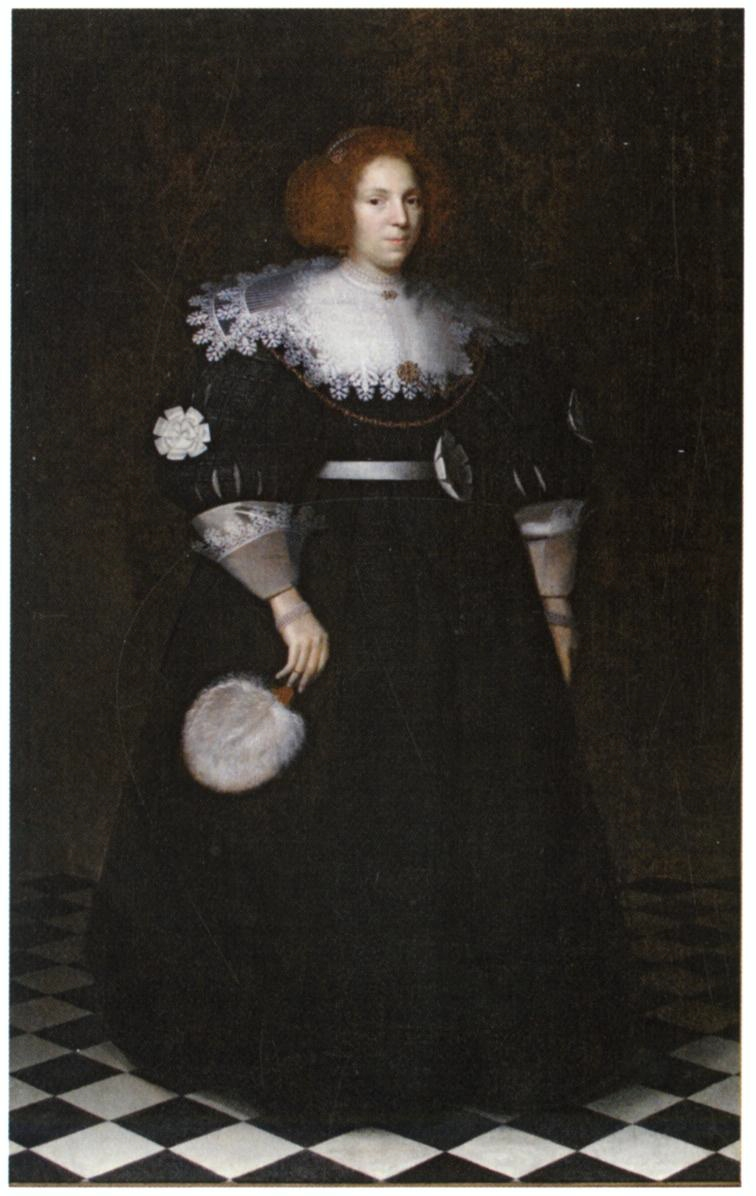
Volkerts Tochter Maria Overlander van Purmerland
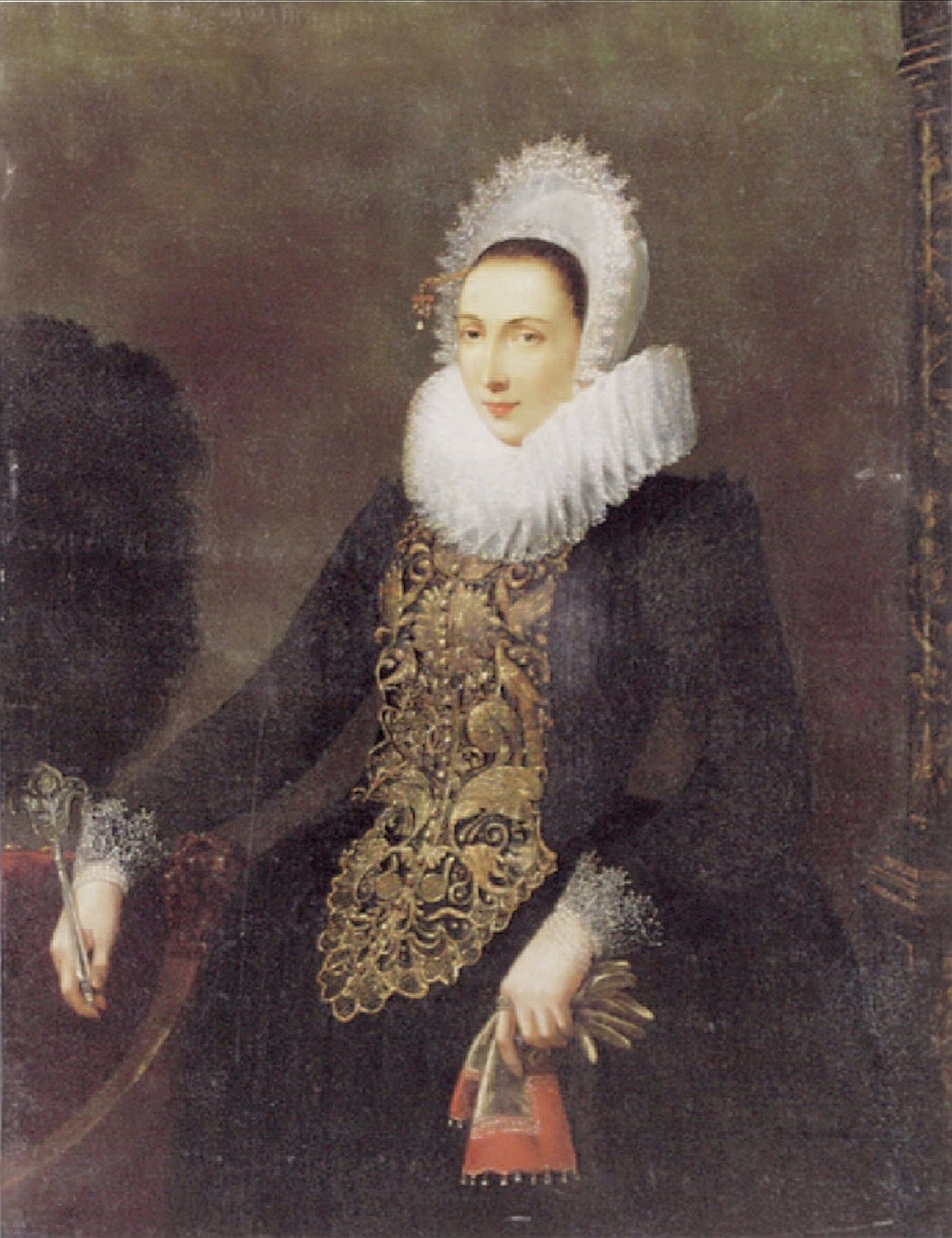
Volkerts Tochter Geertruid Overlander